# Iannis Tsarukhis
Iannis Tsarukhis (en grec: Γιάννης Τσαρούχης) (El Pireu, 13 de gener de 1910 - Atenes, 20 de juliol de 1989) va ser un pintor grec.

## Joventut
Va néixer en una família burgesa amant de la cultura francesa. Va estudiar a l'Escola de Belles Arts d'Atenes (1928-1934), on va tenir com a professor a Konstandinos Parthenis, qui el va instruir en l'art d'avantguarda europeu i el va allunyar de l'academicisme regnant de l'art grec del moment. També va rebre classes de Fótios Kóndoglu, qui li va inculcar l'amor per l'art romà d'Orient. Tsarukhis se sentia atret, igualment, per l'arquitectura i els vestits populars. Al costat de Dimitris Pikionis, Kóndoglu i Angelikí Hatzimikhaïl, va formar part del moviment d'artistes que van reivindicar la tradició grega a la pintura.
Entre 1935 i 1936 va viatjar a Istanbul, París i Itàlia. El va impressionar especialment l'art del Renaixement i de l'Impressionisme. Va descobrir les obres de Theófilos Hatzimikhaïl i va rebre influència d'artistes com a Henri Matisse i Alberto Giacometti. De Matisse va valorar especialment la seva capacitat de sintetitzar la tradició occidental –que dona prioritat al dibuix– amb l'oriental, que prefereix el color.

## Primeres exposicions
Va regressar a Grècia el 1936. Els seus primers nus masculins, frontals, daten d'aquesta època. Dos anys més tard es va organitzar a Atenes la seva primera exposició individual. El 1940 va participar en la Guerra Greco-Italiana.
L'any 1949 es va unir a altres artistes grecs –entre ells, Nikos Hatzikiriakos-Guikas, Giannis Móralis, Nikos Nikolau, Nikos Engonópulos i Panagiotis Tetsis– en el grup artístic Armos. La seva carrera va començar a tenir repercussió internacional: el 1951 va realitzar exposicions a París i Londres, els anys 1951 i 1958 va participar en la Biennal de Venècia. El 1967 es va instal·lar a París. Va morir a Atenes el 1989.

## Museu i Fundació Tsarukhis
El 1982 es va inaugurar el Museu Tsarukhis d'Atenes, situat a la casa-estudi del pintor del barri de Marussi, al núm. 28 del carrer Ploutarchou. Allà està també la seu de la Fundació que porta el nom del pintor, creada el 1981.